# دهستان بینالود
دهستان بینالود نام دهستانی در بخش مرکزی شهرستان نیشابور، استان خراسان رضوی در ایران است. بر اساس سرشماری مرکز آمار ایران در سال ۱۳۸۵، جمعیت آن ۷۰۰۶ نفر (۱۷۵۱ خانوار) بوده‌است.